# كأس روسيا البيضاء 2016–17
كأس روسيا البيضاء 2016–17 (بالروسية: Кубок Белоруссии по футболу 2016/2017)‏ هو موسم من كأس روسيا البيضاء. أشرف على تنظيمه اتحاد روسيا البيضاء لكرة القدم، وكان عدد الأندية المشاركة فيه 47، وفاز فيه دينامو برست.